# 김규리 (1996년)
김규리(1996년 1월 9일 ~ )는 대한민국 KBS의 기상캐스터이다.

## 학력
- 부산대학교 심리학과 (학사)

## 경력
- 한국케이블TV제주방송
- 2020년 7월 ~ 2021년 12월: 연합뉴스TV 기상캐스터
- 2022년 1월 ~ 현재: 한국방송공사 기상캐스터
- 2024 한국방송공사 파리 올림픽 캐스터